# دلالة إحصائية

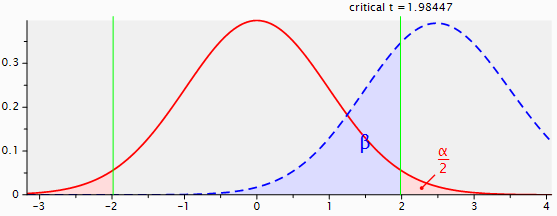

الدلالة الإحصائية أو الأهمية الإحصائية (أو الاعتداد أو المغزى الإحصائي أو المعنوية) هي وصف لنتيجة تجربة أجريت عندما تكون القيمة الاحتمالية (p-value) أقل من مستوى الدلالة.
عند القيام بإجراء علمي جيد فإنه غالباً ما يتم اختيار مستوى الدلالة قبل جمع البيانات، وعادةً ما يكون هذا المستوى 0.05 (5%). يمكن أيضاً استخدام مستويات دلالة أخرى مثل 0.01، وذلك حسب مجال الاختصاص والاستخدام.

## اقرأ أيضاً
- قيمة احتمالية
- اختبار فرضية إحصائية